# Escudo de la República Socialista Soviética de Letonia
El emblema estatal de la República Socialista Soviética de Letonia fue adoptado el 25 de agosto de 1940 por el Gobierno de la República Socialista Soviética de Letonia. Está basado en el emblema nacional de la URSS.

## Descripción
El emblema está compuesto por la hoz y el martillo (símbolos soviéticos), y debajo de estos, un sol naciente, que representa el futuro del pueblo letón, sobre el Mar Báltico (que representa la cultura marítima letona), abrazados por dos haces de trigo (que representan la agricultura) que están rodeadas por una cinta roja que lleva el lema de la Unión Soviética, «¡Proletarios de todos los países, uníos!», escrito en ruso (Пролетарии всех стран, соединяйтесь!, romanizado: Stran Proletarii vsekh, soyedinyaytes!), y en letón (Visu zemju proletārieši, savienojieties!). Abajo en el centro, se encuentra la leyenda <<Latvijas PSR>> (que significa "RSS de Letonia" en letón). Una estrella roja con borde dorado (simbolizando el "socialismo en los cinco continentes") se encuentra en la parte superior del emblema.

## Historia
En el período comprendido entre la creación de la República Socialista Soviética de Letonia el 21 de julio y el 25 de agosto de 1940, se siguió utilizando el escudo de armas de la República de Letonia. El 17 de agosto de 1940, se emitieron sellos postales de la décima emisión estándar de acuerdo con los dibujos del artista Jānis Sternberg con la imagen de las armas pequeñas del estado.
En la descripción se indica que el sol "sale del mar", pero debido a las características geográficas de Letonia, ubicada en la costa oriental del mar Báltico, el sol sobre el mar solo se podía ver en el oeste, es decir, en el atardecer. Este hecho se convirtió entonces en el motivo de muchos chistes sobre el declive del socialismo en Letonia.
El proyecto del emblema fue creado por RG Zarinsha, un artista gráfico, que fue alumno del profesor de la Academia de Arte de Letonia Arturs Apinis. A diferencia de los brazos de la URSS y los brazos de la mayoría de los otros SSR, el mango del martillo estaba ubicado sobre la hoja de la hoz y no debajo de ella.
La mayoría de las revisiones posteriores a las creaciones del escudo de armas fueron simplemente notables.
La nueva edición del Reglamento sobre el emblema estatal de la República Socialista Soviética de Letonia, publicado en 1979, aclaró que "la estrella está representada en rojo" y se da un color y el contorno del emblema estatal de la República Socialista Soviética de Letonia.
El emblema fue cambiado en 1990 al actual escudo de armas de Letonia, originalmente adoptado en 1921.

Escudo de armas de la República Socialista Soviética de Letonia (1919-1920)